# Nyctophilus gouldi
Nyctophilus gouldi е вид прилеп от семейство Гладконоси прилепи (Vespertilionidae). Видът не е застрашен от изчезване.

## Разпространение и местообитание
Разпространен е в Австралия (Виктория, Западна Австралия, Куинсланд, Нов Южен Уелс и Северна територия) и Индонезия.
Обитава гористи местности, пустинни области и долини. Среща се на надморска височина от 2,7 до 1630,3 m.

## Описание
Теглото им е около 11,3 g.
Популацията на вида е намаляваща.